# Matzenheim
Matzenheim je občina v departmaju Bas-Rhin francoske regije Alzacija.
Leta 1990 je v občini živelo 1 130 oseb oz. 158 oseb/km².